# ۷۷ (پیش از میلاد)
۷۷ (پیش از میلاد) ۷۷مین سال قبل از تقویم میلادی است.